# Вогні святого Ельма

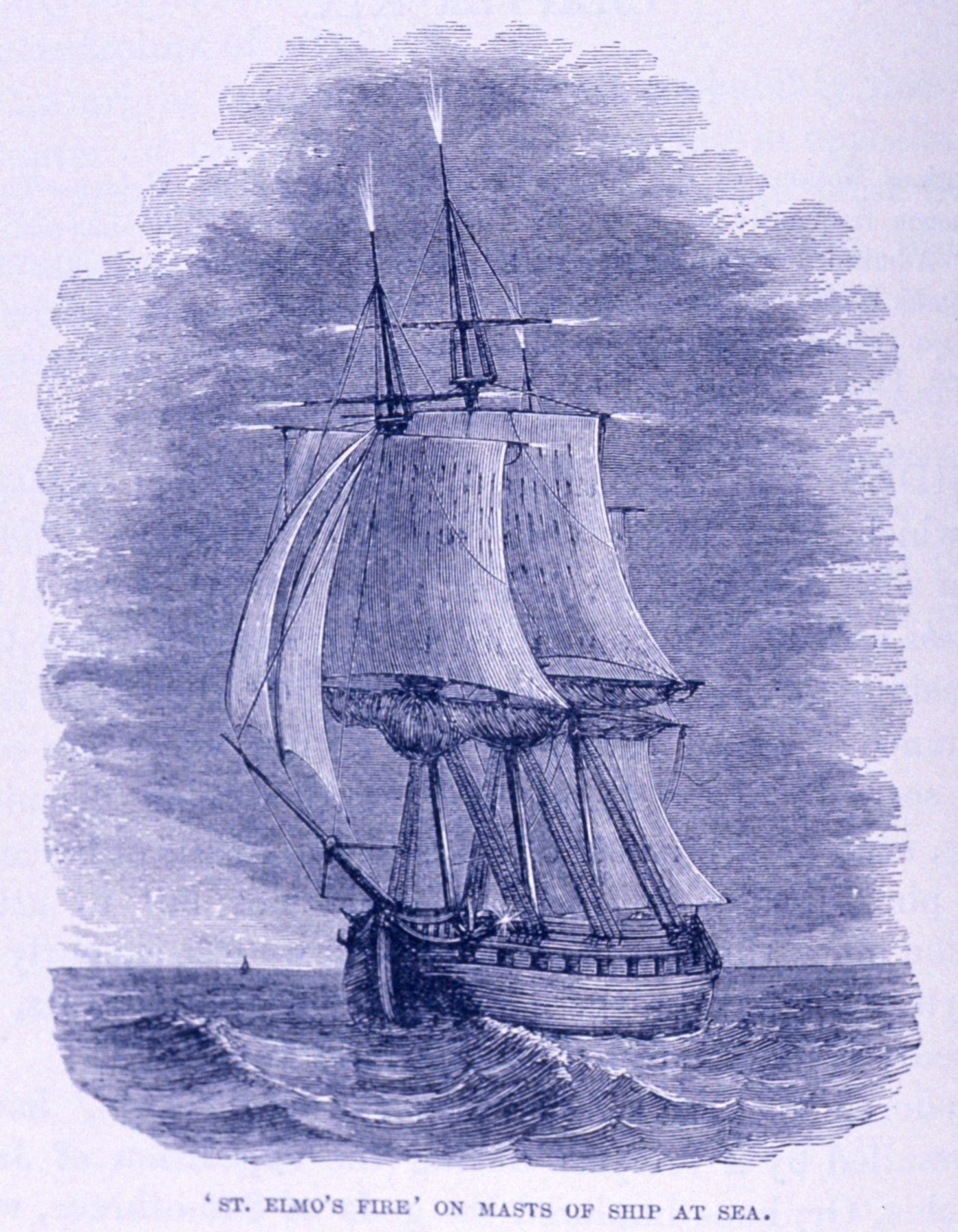
Вогні святого Ельма на щоглах корабля

Вогонь святого Ельма (за радянських часів був прийнятий термін «вогонь Ельма») — досить тривалий електричний розряд, який виникає при великій напруженості електричного поля в атмосфері у вигляді сяйливих пучків на гострих кінцях високих предметів. Під час грози їх можна спостерігати на корабельних щоглах, кінцях крил літака і навіть на чагарниках. Блакитне, зелене або фіолетове світіння супроводжується потріскуванням. За фізичною природою ці розряди — особлива форма коронного розряду.
Явище назвали на честь святого Ельма (відомий також як святий Еразм), який вважається покровителем моряків. Моряки вважали, що вогні Ельма — послання від покровителя моряків — святого Ельма, що взяв корабель під своє заступництво. Оскільки вогні зазвичай з'являлися тоді, коли пік шторму вже позаду, моряки раділи їм і сприймали як щасливий знак. Вони вірили, що, якщо на кінцях корабельних щогл з'явилися ці вогні, то корабель обов'язково повернеться в рідну гавань.
За легендою моряків Середземномор'я, Ельм помер на морі під час сильного шторму, перед смертю пообіцявши морякам, що з'явиться їм у тому чи іншому вигляді, щоб повідомити, чи судилося їм врятуватися. Незабаром після цього на щоглі з'явилося дивне світіння, що моряки сприйняли як знак від святого.